# Ё Хон Чхоль
Ё Хон Чхоль (кор. 여홍철?, 呂洪哲?, р.28 мая 1971) — южнокорейский гимнаст, чемпион Азиатских игр, призёр чемпионатов мира и Олимпийских игр.

## Биография
Родился в 1971 году в Кванджу. В 1991 году стал чемпионом Универсиады. В 1992 году принял участие в Олимпийских играх в Барселоне, но медалей не завоевал. В 1993 году завоевал серебряную медаль Универсиады.
В 1994 году стал чемпионом Азиатских игр и завоевал бронзовую медаль чемпионата мира. В 1996 году завоевал серебряные медали чемпионата мира и Олимпийских игр в Атланте. В 1998 году вновь стал чемпионом Азиатских игр. В 2000 году принял участие в Олимпийских играх в Сиднее, но медалей не завоевал.
На Олимпийских Играх 2020 в Токио его дочь Ё Со Джун выиграла бронзовую медаль на опорном прыжке.